# Polycirrus disjunctus
Polycirrus disjunctus är en ringmaskart som beskrevs av Anne D. Hutchings och Glasby 1986. Polycirrus disjunctus ingår i släktet Polycirrus och familjen Terebellidae. Inga underarter finns listade i Catalogue of Life.